# Zelowan spiculiformis
Espèce
Zelowan spiculiformis est une espèce d'araignées aranéomorphes de la famille des Gnaphosidae.

## Distribution
Cette espèce est endémique du Congo-Kinshasa.

## Publication originale
- Murphy & Russell-Smith, 2010 : Zelowan, a new genus of African zelotine ground spiders (Araneae: Gnaphosidae). Journal of Afrotropical zoology, vol. 6, p. 59-82.